# کوازپام
کوازپام (انگلیسی: Quazepam) (با نام تجاری Doral) یک داروی مشتق شده از بنزودیازپین نسبتاً طولانی اثر است. کوازپام برای درمان بی خوابی از جمله القای خواب و حفظ خواب به کار می‌رود. کوازپام باعث ایجاد اختلال در عملکرد حرکتی می‌شود و دارای خواص خواب‌آور و ضد تشنج انتخابی نسبتاً (و منحصر به فرد) با پتانسیل مصرف بیش از حد بسیار کمتری نسبت به سایر بنزودیازپین‌ها است (به دلیل انتخابی زیرگروه گیرنده جدید). کوازپام یک خواب‌آور مؤثر است که بدون ایجاد اختلال در ساختار خواب باعث القا و حفظ خواب می‌شود.

## کاربرد
کوازپام برای درمان کوتاه مدت بی خوابی مرتبط با القای خواب یا مشکلات حفظ خواب استفاده می‌شود و برتری خود را نسبت به سایر بنزودیازپین‌ها مانند تمازپام نشان داده‌است. بروز عوارض جانبی کمتری نسبت به تمازپام داشت، از جمله آرام‌بخشی کمتر، فراموشی، و اختلال حرکتی کمتر. دوز معمول ۷٫۵ تا ۱۵ میلی‌گرم خوراکی پیش از خواب است.
کوازپام به عنوان یک پیش دارو پیش از جراحی سودمند است.

## مکانیسم عمل
کوازپام گیرنده‌های خاص گابا A را از طریق محل بنزودیازپین روی گیرنده گاباآ تعدیل می‌کند. این مدولاسیون عملکرد گابا را افزایش می‌دهد و باعث افزایش فرکانس باز شدن کانال یونی کلرید می‌شود که منجر به افزایش هجوم یون‌های کلرید به گیرنده‌های گابا A می‌شود. کوازپام، منحصر به فرد در بین داروهای بنزودیازپین، به‌طور انتخابی گیرنده‌های بنزودیازپین نوع ۱ را هدف قرار می‌دهد که منجر به کاهش تأخیر خواب در ارتقای خواب می‌شود. کوازپام همچنین خاصیت ضد تشنجی دارد.

## تداخلات
اگر کوازپام در حالت ناشتا مصرف شود و اثر خواب‌آور کوازپام را کاهش دهد، احتمالاً میزان جذب به میزان قابل توجهی کاهش می‌یابد. اگر سه ساعت یا بیشتر از خوردن غذا گذشته باشد، باید قبل از مصرف کوازپام مقداری غذا میل شود.

## عوارض جانبی
کوازپام نسبت به سایر بنزودیازپین‌ها عوارض جانبی کمتری دارد و پتانسیل کمتری برای ایجاد تحمل و اثرات برگشتی دارد. پتانسیل کمتری برای کوازپام برای ایجاد افسردگی تنفسی یا تأثیر نامطلوب بر هماهنگی حرکتی نسبت به سایر بنزودیازپین‌ها وجود دارد. پروفایل متفاوت عوارض جانبی کوازپام ممکن است به دلیل مشخصات اتصال انتخابی تر آن به گیرنده‌های بنزودیازپین نوع ۱ باشد.
- آتاکسی[۲۲]
- خواب آلودگی روزانه[۲۳]
- هیپوکینزی[۲۴]
- اختلالات شناختی و عملکردی[۲۵]